# 东城街道 (常州市)
东城街道，是中华人民共和国江苏省常州市金坛区下辖的一个乡镇级行政单位。行政区域面积74.49平方公里，人口10.04万人，下辖6个社区、5个村。2015年析金城镇东部设东城街道。

## 行政区划
尧塘街道下辖以下地区：
华苑社区、峨嵋社区、东方社区、华胜社区、华兴社区、华城社区、河头村、中塘村、五联村、明星村。